# Züriška pogodba
Züriška pogodba (nemško Frieden von Zürich, francosko traité de Zurich, italijansko trattato di Zurigo) je pogodba, sklenjena 10. novembra 1859 med Avstrijskim cesarstvom, Francoskim cesarstvom in Kraljevino Sardinijo, ki je ratificirala premirje v Villafranci, ki so ga te tri sile podpisale 11. in 12. julija 1859.
Züriška pogodba je formalno zaključila drugo italijansko vojno za neodvisnost. Avstrija je Lombardijo odstopila Franciji, ki naj bi jo dodelila Kraljevini Sardiniji, obdržala pa je Benečijo ter Mantovo in Peschiero, trdnjavi »Četverokotnika«. Vladarji Modene, Parme in Toskane naj bi bili ponovno vključeni v svoje države, prav tako pa naj bi se Romanjska legija, ki je obsegala Romanjo, Bologno in Ferraro, vrnila k Svetemu sedežu. Vse italijanske države, vključno z avstrijsko Benečijo, naj bi se združile v italijansko konfederacijo, ki bi ji predsedoval papež.